# Pylaisiella extenta
Pylaisiella extenta là một loài Rêu trong họ Hypnaceae. Loài này được (Mitt.) Ando miêu tả khoa học đầu tiên năm 1979.